# 霍洛德诺耶农村居民点
霍洛德诺耶农村居民点（俄语：Холоднянское сельское поселение）是俄罗斯联邦别尔哥罗德州普洛霍罗夫卡区所属的一个农村居民点。其下辖有8个居民点，行政中心为霍洛德诺耶。据2016年统计，该农村居民点的人口为1234人。